# Laxtjärnen (Arvidsjaurs socken, Lappland, 729481-169625)
Laxtjärnen är en sjö i Arvidsjaurs kommun i Lappland och ingår i Piteälvens huvudavrinningsområde.